# Viborg FF
Viborg FF är en fotbollsklubb från orten Viborg i Danmark. Viborg FF bildades 1896 och vann säsongen 1999/2000 den danska cupen i fotboll för herrar.

## Meriter
- Danska cupen:
  - Vinnare (1): 1999-2000
- Danska Supercupen:
  - Vinnare (1): 2000

- 14 säsonger i Danmarks högsta division
- 21 säsonger i Danmarks näst högsta division
- 12 säsonger i Danmarks tredje högsta division

## Spelare

### Spelartrupp
| Nr | Land          | Pos | Namn              |
| -- | ------------- | --- | ----------------- |
| 1  | Danmark       | MV  | Lucas Lund        |
| 2  | Danmark       | F   | Anton Gaaei       |
| 3  | Danmark       | F   | Mads Lauritsen    |
| 4  | Schweiz       | F   | Nicolas Bürgy     |
| 5  | Slovenien     | F   | Žan Zaletel       |
| 6  | Danmark       | MF  | Mads Søndergaard  |
| 7  | Tunisien      | A   | Elias Achouri     |
| 9  | Sverige       | A   | Marokhy Ndione    |
| 10 | Spanien       | A   | Nils Mortimer     |
| 11 | Nederländerna | A   | Jay-Roy Grot      |
| 12 | Gambia        | A   | Alassana Jatta    |
| 13 | Danmark       | MF  | Jeppe Grønning () |

| Nr | Land          | Pos | Namn             |
| -- | ------------- | --- | ---------------- |
| 14 | Nederländerna | MF  | Clint Leemans    |
| 16 | Danmark       | MV  | Mikkel Andersen  |
| 17 | Danmark       | MF  | Jakob Bonde      |
| 18 | Danmark       | F   | Jonas Thorsen    |
| 19 | Tjeckien      | MF  | Jan Žambůrek     |
| 20 | Danmark       | MV  | Kasper Kiilerich |
| 21 | Danmark       | MF  | Sofus Berger     |
| 23 | Danmark       | F   | Oliver Bundgaard |
| 24 | Danmark       | F   | Daniel Anyembe   |
| 25 | Gambia        | F   | Lamin Jawara     |
| 27 | Färöarna      | F   | Martin Agnarsson |
| 30 | Nigeria       | MF  | Ibrahim Said     |

## Svenska spelare
- Hans Eklund (1999–2000)
- Mikael Rosén (2004–2006)
- John Alvbåge (2005–2008)
- Martin Åslund (2005–2007)
- Robert Åhman-Persson (2007–2008)
- Markus Gustafsson (2013)
- Fredrik Stoor (2014)
- Ken Fagerberg (2014)
- Erik Moberg (2017)
- Marokhy Ndione (2022–)

## Svenska tränare
- Benny Lennartsson (2003)
- Anders Linderoth (2007)
- Hans Eklund (2008)